# ويليام جي. شتاينر
ويليام جي. شتاينر (بالإنجليزية: William G. Steiner)‏ هو عامل اجتماعي أمريكي، ولد في 26 أبريل 1937.